# César Luis Menotti
César Luis Menotti (Rosario, 5 november 1938 – Buenos Aires, 5 mei 2024) was een Argentijns profvoetballer en voetbaltrainer. Als bondscoach van Argentinië veroverde hij in 1978 de wereldbeker. Daarnaast werd hij bekend als trainer van onder meer FC Barcelona en de nationale ploeg van Mexico. Van februari 2019 tot 2023 was Menotti commercieel directeur bij de Argentijnse voetbalbond (AFA).

## Carrière

### Als speler
César Luis Menotti voetbalde in zijn geboortestreek Rosario voor enkele bescheiden clubs alvorens hij door scouts van Rosario Central werd opgemerkt. Hij sloot zich aan bij de jeugd van Rosario Central en werkte zijn studies af. In 1960 maakte de spits zijn debuut in het eerste elftal. In geen tijd groeide hij uit tot een vaste waarde. Het leverde hem in 1963 twee caps bij de nationale ploeg op.
In 1964 stapte Menotti over naar Racing Club, dat hij al snel inruilde voor Boca Juniors. In 1967 verhuisde de aanvaller naar New York. Daar sloot hij zich aan bij New York Generals en werd hij een ploegmaat van onder meer Co Prins. Nadien voetbalde Menotti even voor het Braziliaanse Santos, het toenmalig elftal van stervoetballer Pelé. In 1969 sloot de 31-jarige Menotti zijn spelerscarrière af bij CA Juventus.

### Als trainer
Na zijn spelerscarrière reisde hij met voetbalcoach Miguel Juárez naar het WK 1970 in Mexico. Daar raakte hij onder de indruk van het spel van het Braziliaans elftal, dat toen gebouwd was rond zijn vroegere ploegmaat Pelé. Na het WK besloot Menotti om zelf als coach aan de slag te gaan. In 1970 begon hij zijn trainersloopbaan bij het Argentijnse Newell's Old Boys. Enkele jaren later kreeg hij Club Atlético Huracán onder zijn hoede. Met dat team veroverde hij in 1973 de Metropolitano.
Op het WK 1974 had Argentinië ondermaats gepresteerd. Omdat het WK van 1978 in Argentinië zou plaatsvinden, ging de Argentijnse voetbalbond op zoek naar een nieuwe bondscoach. Via Menotti's politieke connecties, David Bracuto, de sterke man van Huracán en vakbondsleider Paulino Niembro, kreeg hij de functie van bondscoach. Menotti stond voor een enorme uitdaging. Argentinië had nog nooit een wereldtitel veroverd en kreeg in 1978 een uitgelezen kans om voor eigen publiek te schitteren. Maar inmiddels was ook het land in rep en roer, na de militaire staatsgreep van 1976 en de daaropvolgende Vuile Oorlog.
In 1975 weigerden de topclubs Boca Juniors en River Plate om spelers beschikbaar te stellen voor de nationale ploeg. Daarop besloot Menotti om vooral spelers uit de regio's Santa Fé en Córdoba te selecteren, waaronder Mario Kempes en Osvaldo Ardiles. De jonge Daniel Passarella werd wel bij de nationale ploeg gehaald, hoewel hij destijds voor een team uit Buenos Aires uitkwam. Nog voor het WK kwam Menotti onder vuur te liggen  omdat hij op sommige posities de voorkeur gaf aan minder grote talenten. De 17-jarige Diego Maradona behoorde tot de 25 spelers die het WK voorbereidden, maar viel voor de uiteindelijke selectie van 23 spelers af. 

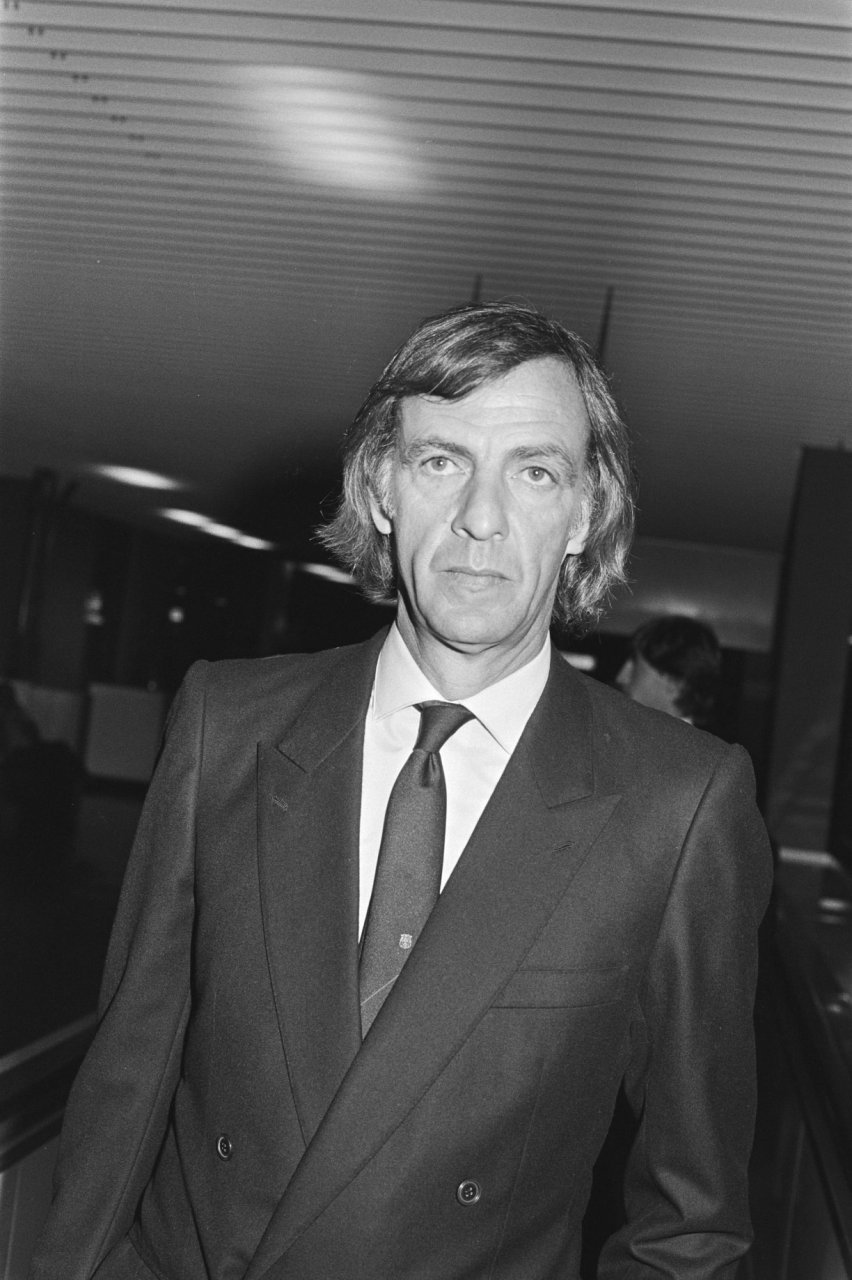
FC Barcelona-trainer Menotti in 1983.

Ondanks de aanwezigheid van kleppers als keeper Ubaldo Fillol, Passarella en Kempes kende Argentinië een wisselvallig WK. Het team van Menotti bereikte weliswaar de tweede groepsfase van het toernooi, maar dreigde daarna in de problemen te komen. Argentinië moest op een gegeven moment met 4 doelpunten verschil winnen van Peru. Argentinië won met 6-0, maar werd achteraf wel meermaals beschuldigd van omkoping. Door de ruime zege mochten Menotti en zijn spelers door naar de finale, waarin ze het opnamen tegen Nederland. Argentinië ontsnapte in de slotminuut (Rensenbrink raakte de paal), maar won na verlenging met 3-1.
Menotti verlengde zijn contract na de gewonnen WK-finale en stoomde de nationale ploeg klaar voor het WK 1982 in Spanje. In de aanloop naar het nieuwe WK veranderde de bondscoach zijn verdediging amper, terwijl hij in de aanval plaats maakte voor jonge talenten als Maradona, Ramón Díaz en Jorge Valdano. De voorbereiding op het toernooi verliep niet vlot, doordat het land betrokken was bij de Falklandoorlog. De sfeer rond de nationale ploeg werd echter nog grimmiger toen Argentinië het openingsduel tegen België met 1-0 verloor. Argentinië wist zich nog wel te plaatsen voor de volgende ronde, maar werd daarin met 0 punten laatste in de groep achter Brazilië en Italië.
De selectiekeuzes van Menotti werden na de uitschakeling bekritiseerd. Enkele spelers die in de jaren 70 hun waarde hadden bewezen, lieten nu een uitgebluste indruk na. Het was tijd voor verandering, zo oordeelde de voetbalbond, waarna Menotti aan de kant werd gezet.
In het seizoen 1982/83 volgde Menotti bij FC Barcelona de Duitse trainer Udo Lattek op. De gewezen Argentijnse bondscoach werd in Barcelona opnieuw verenigd met Diego Maradona en loodste het team naar bekerwinst. Dat jaar won Barcelona ook de eerste editie van de Copa de la Liga door in de finale te winnen van aartsrivaal Real Madrid. Aan het begin van het volgende seizoen zag Menotti hoe Maradona in een competitiewedstrijd ernstig geblesseerd raakte na een drieste tackle van Andoni Goikoetxea. De Argentijnse stervoetballer was een lange tijd uitgeschakeld en Barcelona won dat seizoen, op de Spaanse supercup na, geen enkele prijs. Na het seizoen 1983/84 mocht Menotti vertrekken.
Vanaf dat moment combineerde Menotti het trainerschap met lesgeven. In de jaren 80 was hij nog even actief bij zowel Boca Juniors als River Plate, met wie hij telkens vicekampioen werd. Menotti was in die periode al een groot voorstander van zoneverdediging, hoewel de meeste teams toen nog met mandekking speelden. Begin jaren 90 werd de Argentijn opnieuw bondscoach. Gedurende 15 maanden leidde hij het Mexicaans voetbalelftal . In 1996 werd hij in eigen land vicekampioen met Independiente. Toen de club een jaar later op weg leek naar de landstitel stapte hij over naar het Italiaanse Sampdoria.
Menotti overleed op 5 mei 2024 op 85-jarige leeftijd.

## Erelijst
Als speler
 Boca Juniors
- Primera División: 1965

Als trainer
 Huracán
- Primera División: 1973 Metropolitano

 FC Barcelona
- Copa del Rey: 1982/83
- Copa de la Liga: 1983
- Supercopa de España: 1983

 Argentinië onder 20
- FIFA WK onder 20: 1979

 Argentinië
- FIFA WK: 1978

Individueel als trainer
- World Soccer Grootste Trainer Aller Tijden (#22): 2013

1 Alonso ·
2 Ardiles ·
3 Baley ·
4 Bertoni ·
5 Fillol ·
6 Gallego ·
7 L. Galván ·
8 R. Galván ·
9 Houseman ·
10 Kempes ·
11 Killer ·
12 Larrosa ·
13 La Volpe ·
14 Luque ·
15 Olguín ·
16 Ortiz ·
17 Oviedo ·
18 Pagnanini ·
19 Passarella  ·
20 Tarantini ·
21 Valencia ·
22 Villa ·
Coach: Menotti